# Drupadia joloana
Drupadia joloana är en fjärilsart som beskrevs av Otto Staudinger 1889. Drupadia joloana ingår i släktet Drupadia och familjen juvelvingar. Inga underarter finns listade i Catalogue of Life.